# Phaeotypa stenochorda
Phaeotypa stenochorda är en fjärilsart som beskrevs av Turner 1933. Phaeotypa stenochorda ingår i släktet Phaeotypa och familjen stävmalar. Inga underarter finns listade i Catalogue of Life.